# Vincenzo Zappalà
| (4478) Blanco                                          | 23. April 1984  | [1] |
| (5022) Roccapalumba                                    | 23. April 1984  | [1] |
| (5802) Casteldelpiano                                  | 27. April 1984  | [1] |
| (6114) Dalla-Degregori                                 | 28. April 1984  | [1] |
| (6289) Lanusei                                         | 28. April 1984  | [1] |
| (7459) Gilbertofranco                                  | 28. April 1984  |     |
| (9009) Tirso                                           | 23. April 1984  |     |
| (9010) Candelo                                         | 27. April 1984  |     |
| (10038) Tanaro                                         | 28. April 1984  | [1] |
| (11476) Stefanosimoni                                  | 23. April 1984  | [1] |
| (17357) Lucataliano                                    | 23. August 1978 | [2] |
| - [1] mit Walter Ferreri - [2] mit Giovanni de Sanctis |                 |     |

Vincenzo Zappalà (* 1945) ist ein italienischer Astronom und Asteroidenentdecker.
Er ist Mitarbeiter am Osservatorio Astronomico di Torino (IAU-Code 022) in Pino Torinese und entdeckte zusammen mit Kollegen insgesamt 11 Asteroiden. Er ist Initiator der Webseite Astronomia.com, die sich mit astronomischen Themen befasst.
Der Asteroid (2813) Zappalà wurde nach ihm benannt.